# 福山市立培遠中学校
福山市立培遠中学校（ふくやましりつ ばいえんちゅうがっこう）は、広島県福山市春日町にある中学校。
2016年に新制中学校としての創立70周年の節目を迎えた。

## 沿革
- 1899年 - 春日村坪生村大津野村市村学校組合立培遠高等小学校を創設。
- 1947年 - 新制中学校発足に伴い、春日村立春日中学校と大津野村立大津野中学校、引野村立引野中学校および市村立市村中学校が開校。
- 1949年 - 市村大津野村春日村坪生村引野村学校組合立培遠中学校が開校され、同校の伝統を継承。また、同時に分校として大津野分校、引野教場と市村教場を設置。
- 1954年 - 大津野分校が大津野村立大津野中学校として分離独立。同日に市村春日村坪生村引野村学校組合立培遠中学校と改称。
- 1955年 - 深安郡春日村と同郡坪生村および同郡大津野村が対等合併して同郡深安町を新設。同日、深安町市村引野村学校組合立培遠中学校と改称。
- 1956年 - 引野教場と市村教場が市村引野村学校組合立城東中学校として分離独立。同日に学校組合が解散し、深安町立培遠中学校と改称。
- 1962年 - 深安郡深安町が福山市に編入合併される。同日、福山市立培遠中学校と改称。
- 1967年 - 管理棟鉄筋校舎を建設。
- 1987年 - 福山市立東朋中学校が分離独立。
- 1994年 - プールと柔剣道場を建設。
- 1997年 - 外壁塗装工事を施工。
- 1996年 - 新制中学校としての創立50周年を迎え、記念式典を挙行。

## 学区

### 福山市立春日小学校
特別な事情がない限り、福山市立春日小学校に在籍していた児童全員が同校に進学することとなっている。以下に、同小学校の学区を構成する地域を列挙する。
| - 春日町丁目なし一部 - 春日町三丁目の一部 - 春日町四丁目の全域 - 春日町七丁目の一部 - 春日池の全域 | - 青葉台一丁目の全域 - 青葉台二丁目の全域 - 青葉台三丁目の全域 - 東陽台一丁目の一部 - 春日台の一部 | - 能島一丁目の全域 - 能島二丁目の全域 - 能島三丁目の全域 - 伊勢丘五丁目の一部 - 伊勢丘六丁目の一部 |

### 福山市立緑丘小学校
特別な事情がない限り、福山市立緑丘小学校に在籍していた児童で、下記に列挙する地域の児童全員が同校に進学することとなっている。
| - 春日町五丁目の全域 - 春日町六丁目の全域 | - 春日町七丁目の一部 | - 伊勢丘三丁目の一部 |

なお、福山市立緑丘小学校の児童で上記以外の地域の児童、なおかつ特別な事情なき者は隣校の福山市立城東中学校に進学することとなっている。

### 福山市立日吉台小学校
特別な事情がない限り、福山市立日吉台小学校に在籍していた児童全員が同校に進学することとなっている。以下に、同小学校の学区を構成する地域を列挙する。
| - 日吉台一丁目の全域 - 日吉台二丁目の全域 - 日吉台三丁目の全域 | - 春日町一丁目の全域 - 春日町二丁目の全域 - 春日町三丁目の一部 | - 春日町の一部 - 蔵王町の一部 |

## 学区の地理

### 教育機関
- 幼稚園
  - 福山市立春日幼稚園
  - 福山市立緑丘幼稚園
  - 福山市立日吉台幼稚園

- 小学校
  - 福山市立春日小学校
  - 福山市立緑丘小学校
  - 福山市立日吉台小学校